# Paul Walter Kiefer
Paul Walter Kiefer (Delaware, Ohio, 13 de fevereiro de 1888 – 2 de setembro de 1968) foi um engenheiro mecânicoprojetsita de locomotivas estadunidense, engenheiro-chefe da New York Central Railroad. Recebeu a Medalha ASME de 1947.
Kiefer projetou diversas locomotivas, dentre elas a New York Central 3001 e a New York Central Niagara.

## Publicações selecionadas
- Paul W. Kiefer .A practical evaluation of railroad motive power, Simmons-Boardman, 1947.

## Patentes
- Patent US1841480 - Cast metal hopper for railway cars, 1932.